# Rhexoza flixella
Rhexoza flixella is een muggensoort uit de familie van de Scatopsidae. De wetenschappelijke naam van de soort is voor het eerst geldig gepubliceerd in 2002 door Haenni.